# La loba herida
La loba herida é uma telenovela venezuelana produzida pela  Marte Televisión e Telecinco e exibida pela Venevisión em 1992.
Foi protagonizada por Mariela Alcalá, Carlos Montilla e Astrid Carolina Herrera e antagonizada por Julie Restifo.

## Sinopse
A história se passa em uma Venezuela apaixonada, onde a jovem Roxana Soler se converte em uma mulher bonita, cuja vida estará cheia de aventuras e tragédias.
A história se desenvolve entre paixão, ganância, engano, tramas e morte. Quando seu tio tenta estuprar quando ela tem apenas 17 anos, Roxana busca misteriosamente refúgio nos braços do insípido Martín Guzmán. Mas Martin também é amante da mulher rica Eva Rudell, que tenta matar Roxana.
Embora Roxana escape da terrível vingança de Eva, suas vidas estão entrelaçadas para sempre. Daniel e Macuto Algarbe, dois belos irmãos, também mudam a vida de Roxana, um deles se casando com ela e o outro por ser seu verdadeiro amor. Mas eles também se tornam vítimas dos planos de Eva. Em uma atmosfera de crime e ar revolucionário, Roxana luta para escapar da sangrenta história de vingança e violência de Eva.

## Elenco
- Mariela Alcalá - Roxana Soler
- Carlos Montilla - Macuto
- Astrid Carolina Herrera - Isabel / Álvaro / Lucero
- Julie Restifo - Eva Rudell
- Elba Escobar - La Franca
- Javier Vidal - Martín Guzmán
- Astrid Gruber - Ámbar Castillo
- Inés María Calero - Muñeca
- Luis Fernández - Daniel
- Juan Carlos Gardié - Antonio
- Carolina Groppuso - Grilla
- Alma Inglann - Carmela
- Olimpia Maldonado - Julieta
- Yajaira Paredes - Gloria
- Alberto Sunshine - Gustavo
- Gladys Cáceres - Érika
- Betty Ruth - Doña Rocío
- Martín Lantigua - Armando Castillo
- Jesús Nebot - Joaquín
- María Elena Flores - Doña Paca
- María Antonia Alarcón Arabia - Macarena
- Alexander Montilla - Guillermo
- Johnny Nessy - Saúl el burro
- Marcelo Dos Santos
- Rodolfo Drago
- Oswaldo Mago
- Isabel Padilla
- Pedro Rentería
- José A. Ávila
- Xavier Bracho
- Vilma Ramia
- Indira Leal
- María Medina Iganacia
- Saúl Marín - Miguel
- Yoletti Cabrera
- Jorge Aravena - Cabrerito
- Jesús Seijas
- Deises Heras
- Oscar Abad
- Luis D. Zapata
- Virginia García
- Ricardo Álamo
- José L. González
- José Luis García

## Versões
- Contra viento y marea -  Novela mexicana produzida pela Televisa em 2005 e protagonizada por Marlene Favela e Sebastián Rulli[2].